# Ratzwiller
Ne pas confondre avec Retschwiller, commune du canton de Wissembourg.
Ratzwiller [ʁatsvilɛʁ]  est une commune française, située dans la circonscription administrative du Bas-Rhin et, depuis le 1er janvier 2021, dans le territoire de la Collectivité européenne d'Alsace, en région Grand Est.

## Géographie

### Localisation
La commune est située dans la région naturelle de l'Alsace Bossue et fait partie du parc naturel régional des Vosges du Nord.

### Communes limitrophes
Les communes limitrophes sont Soucht, Butten, Diemeringen, Volksberg et Waldhambach.
| Butten      |             | Soucht (Moselle) |
|             | Ratzwiller  | Volksberg        |
| Diemeringen | Waldhambach |                  |

### Écarts et lieux-dits
- Burg, ruines d'une ancienne place forte datant de l'époque préhistorique ou protohistorique[1].
- Neubau, hameau dont une petite partie appartient à la commune voisine de Butten.
- Le moulin de Neuwerk, sur le Spielersbach.
- Ratschwiller Mihl, le moulin de Ratzwiller, aussi sur le Spielersbach.

### Géologie et relief
La commune se compose de 33,86 hectares de territoires artificialisés (3,81 %), 719,99 hectares de territoires agricoles (80,99 %) et 134,78 hectares de forêts et milieux semi-naturels (15,16 %).
Espaces naturels :
- Trois espace protégé hors Natura 2000 Vosges du Nord :

Réserve de Biosphère, zone tampon,
Réserve de Biosphère, zone de transition,
Parc naturel régional.
- Cinq zones naturelles d'intérêt écologique, faunistique et floristique (Znieff) :

Ruisseau Speckbroobach et affluent à Soucht,
Prés-vergers à Dehlingen, Lorentzen et Butten,
Vallons du Spielersbach et du Mittelbach à Ratzwiller et Waldambach,
Paysage agricole et forestier diversifié d'Alsace Bossue,
Prés-vergers d'Alsace Bossue.

### Sismicité
Commune située dans une zone 3 de sismicité modérée.

### Hydrographie et les eaux souterraines
Hydrogéologie et climatologie : Système d’information pour la gestion des eaux souterraines du bassin Rhin-Meuse :
Territoire communal : Occupation du sol (Corinne Land Cover); Cours d'eau (BD Carthage),
Géologie : Carte géologique; Coupes géologiques et techniques,
 Hydrogéologie : Masses d'eau souterraine; BD Lisa; Cartes piézométriques.
La commune est dans le bassin versant du Rhin au sein du bassin Rhin-Meuse. Elle est drainée par le ruisseau le Grentzbach et le ruisseau le Mittelbach,,.
Le Grentzbach, d'une longueur totale de 21,2 km, prend sa source dans la commune de Goetzenbruck et se jette  dans l'Eichel à Waldhambach, après avoir traversé neuf communes. 
Un plan d'eau complète le réseau hydrographique : l'étang de Ratzwiller (0,2 ha),.

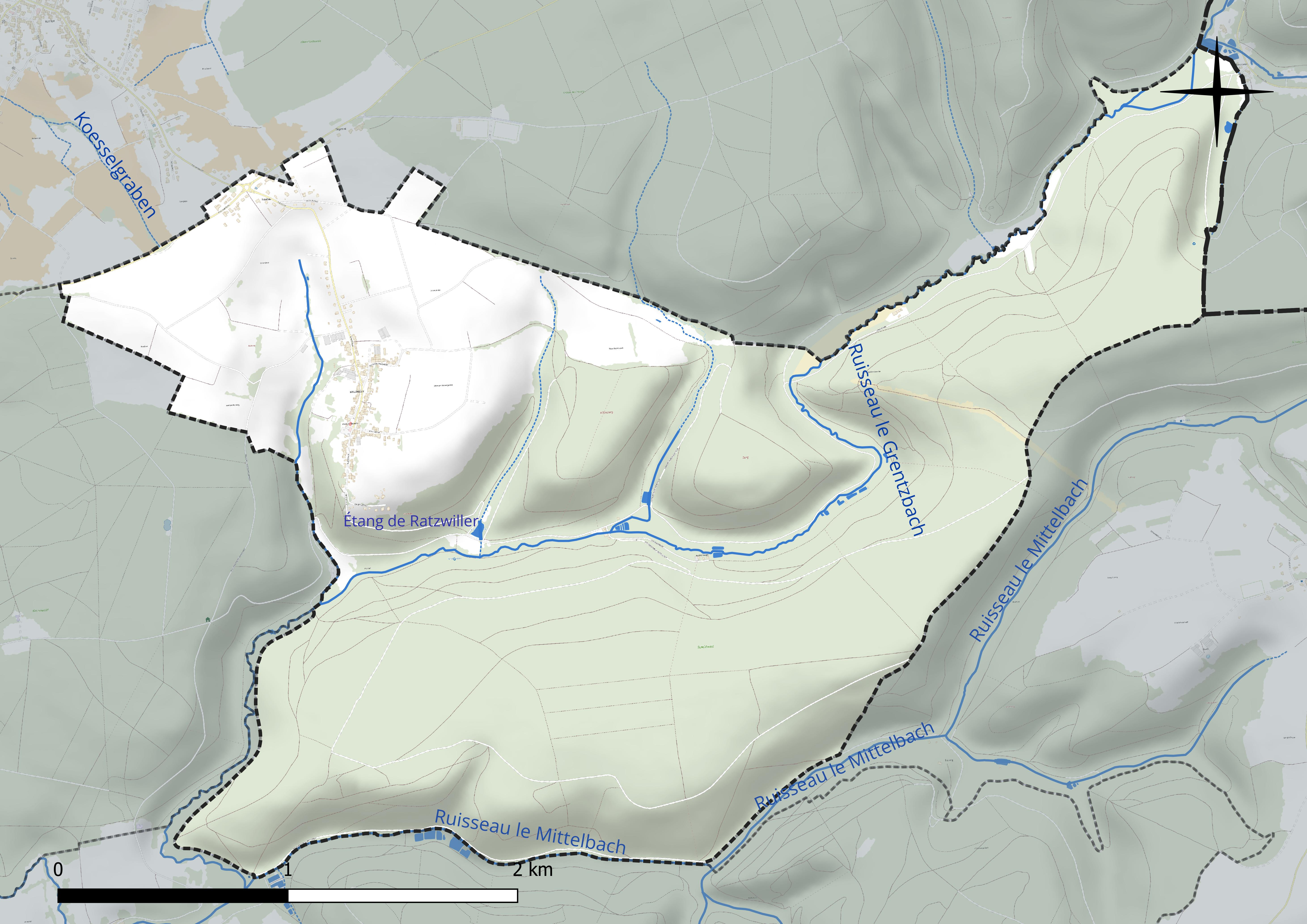
Réseau hydrographique de Ratzwiller.

### Climat
Pour des articles plus généraux, voir Climat du Grand Est et Climat du Bas-Rhin.
En 2010, le climat de la commune est de type climat des marges montargnardes, selon une étude du Centre national de la recherche scientifique s'appuyant sur une série de données couvrant la période 1971-2000. En 2020, Météo-France publie une typologie des climats de la France métropolitaine dans laquelle la commune est exposée à un climat semi-continental et est dans la région climatique  Vosges, caractérisée par une pluviométrie très élevée (1 500 à 2 000 mm/an) en toutes saisons et un hiver rude (moins de 1 °C). 
Pour la période 1971-2000, la température annuelle moyenne est de 9,6 °C, avec une amplitude thermique annuelle de 17,2 °C. Le cumul annuel moyen de précipitations est de 909 mm, avec 12,1 jours de précipitations en janvier et 10,2 jours en juillet. Pour la période 1991-2020, la température moyenne annuelle observée sur la station météorologique de Météo-France la plus proche, « Berg », sur la commune de Berg à 9 km à vol d'oiseau, est de 10,4 °C et le cumul annuel moyen de précipitations est de 801,8 mm. 
La température maximale relevée sur cette station est de 37,4 °C, atteinte le 25 juillet 2019 ; la température minimale est de −16,8 °C, atteinte le 7 février 2012,,. 
Les paramètres climatiques de la commune ont été estimés pour le milieu du siècle (2041-2070) selon différents scénarios d'émission de gaz à effet de serre à partir des nouvelles projections climatiques de référence DRIAS-2020. Ils sont consultables sur un site dédié publié par Météo-France en novembre 2022.

## Urbanisme

### Typologie
Au 1er janvier 2024, Ratzwiller est catégorisée commune rurale à habitat dispersé, selon la nouvelle grille communale de densité à sept niveaux définie par l'Insee en 2022.
Elle est située hors unité urbaine et hors attraction des villes,.

### Occupation des sols
L'occupation des sols de la commune, telle qu'elle ressort de la base de données européenne d’occupation biophysique des sols Corine Land Cover (CLC), est marquée par l'importance des territoires agricoles (80,8 % en 2018), en augmentation par rapport à 1990 (23 %). La répartition détaillée en 2018 est la suivante : terres arables (68,5 %), forêts (15,4 %), prairies (12,3 %), zones urbanisées (3,8 %). L'évolution de l’occupation des sols de la commune et de ses infrastructures peut être observée sur les différentes représentations cartographiques du territoire : la carte de Cassini (XVIIIe siècle), la carte d'état-major (1820-1866) et les cartes ou photos aériennes de l'IGN pour la période actuelle (1950 à aujourd'hui).

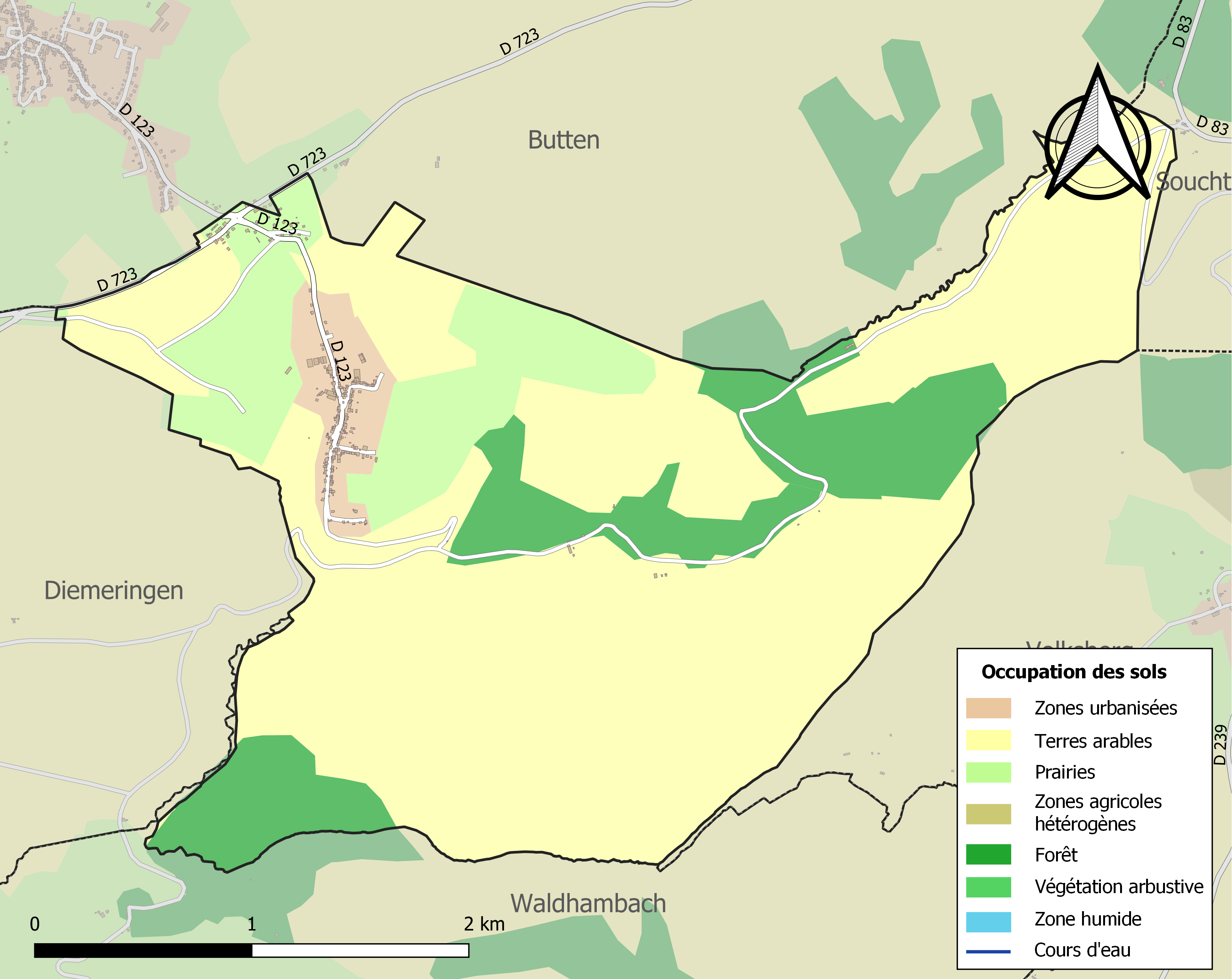
Carte des infrastructures et de l'occupation des sols de la commune en 2018 (CLC).

## Toponymie
- Anciennes mentions : Rochweiller (1692)[29] ; Razveiller (1793)[30].
- En francique rhénan : Ratschwiller[31] ou Rotschwiller. En allemand : Ratzweiler.

## Histoire
En 1789, la commune appartenait à la seigneurie de Diemeringen.

## Héraldique
| Blason de Ratzwiller | Blason  | Coupé : au premier d'argent au chevron ployé de gueules chargé de trois coquilles d'or, les deux en pointe posées dans le sens des branches, au second d'azur à la croix huguenote d'argent, sans sa colombe appendue. |
| Blason de Ratzwiller | Détails | |

## Politique et administration
| Période                                  | Période  | Identité        | Étiquette | Qualité                             |
| ---------------------------------------- | -------- | --------------- | --------- | ----------------------------------- |
| Les données manquantes sont à compléter. |          |                 |           |                                     |
| mars 2001                                | 2014     | Roger Dambacher |           |                                     |
| 2014                                     | En cours | Hervé Bauer     |           | Ouvrier qualifié de type industriel |

### Budget et fiscalité 2023
En 2023, le budget de la commune était constitué ainsi :
- total des produits de fonctionnement : 178 000 €, soit 732 € par habitant ;
- total des charges de fonctionnement : 124 000 €, soit 510 € par habitant ;
- total des ressources d'investissement : 43 000 €, soit 178 € par habitant ;
- total des emplois d'investissement : 108 000 €, soit 444 € par habitant ;
- endettement : 0 €, soit 1 € par habitant.

Avec les taux de fiscalité suivants :
- taxe d'habitation : 14,05 % ;
- taxe foncière sur les propriétés bâties : 21,76 % ;
- taxe foncière sur les propriétés non bâties : 50,30 % ;
- taxe additionnelle à la taxe foncière sur les propriétés non bâties : 45,11 % ;
- cotisation foncière des entreprises : 18,07 %.

Chiffres clés Revenus et pauvreté des ménages en 2021 : médiane en 2021 du revenu disponible, par unité de consommation : 24 930 €.

## Économie

### Entreprises et commerces

#### Agriculture
- Culture et élevage associés.
- Élevage de vaches laitières.
- Culture de fruits à pépins et à noyau.
- Élevage d'autres bovins et de buffles.

#### Tourisme
- Hébergements et restauration à >Rahling, Soucht, Domfessel, Hinsbourg, Meisenthal.

#### Commerces
- Commerces et services de proximité[37].

## Population et société

### Démographie

#### Évolution démographique
L'évolution du nombre d'habitants est connue à travers les recensements de la population effectués dans la commune depuis 1793. Pour les communes de moins de 10 000 habitants, une enquête de recensement portant sur toute la population est réalisée tous les cinq ans, les populations de référence des années intermédiaires étant quant à elles estimées par interpolation ou extrapolation. Pour la commune, le premier recensement exhaustif entrant dans le cadre du nouveau dispositif a été réalisé en 2005.

En 2022, la commune comptait 235 habitants, en évolution de −7,11 % par rapport à 2016 (Bas-Rhin : +3,17 %, France hors Mayotte : +2,11 %).
| 1793 | 1800 | 1806 | 1821 | 1831 | 1836 | 1841 | 1846 | 1851 |
| ---- | ---- | ---- | ---- | ---- | ---- | ---- | ---- | ---- |
| 220  | 178  | 243  | 376  | 368  | 400  | 403  | 426  | 403  |

| 1856 | 1861 | 1866 | 1871 | 1875 | 1880 | 1885 | 1890 | 1895 |
| ---- | ---- | ---- | ---- | ---- | ---- | ---- | ---- | ---- |
| 363  | 346  | 354  | 356  | 348  | 368  | 337  | 353  | 349  |

| 1900 | 1905 | 1910 | 1921 | 1926 | 1931 | 1936 | 1946 | 1954 |
| ---- | ---- | ---- | ---- | ---- | ---- | ---- | ---- | ---- |
| 339  | 312  | 313  | 336  | 316  | 338  | 308  | 300  | 292  |

| 1962 | 1968 | 1975 | 1982 | 1990 | 1999 | 2005 | 2006 | 2010 |
| ---- | ---- | ---- | ---- | ---- | ---- | ---- | ---- | ---- |
| 288  | 271  | 244  | 230  | 278  | 271  | 259  | 253  | 252  |

| 2015 | 2020 | 2022 | - | - | - | - | - | - |
| ---- | ---- | ---- | - | - | - | - | - | - |
| 254  | 241  | 235  | - | - | - | - | - | - |

### Enseignement
Établissements d'enseignements :
- École maternelle et primaire.
- Collèges à Diemeringen, Wingen-sur-Moder, Rohrbach-lès-Bitche, Drulingen, Lemberg.
- Lycées à Sarre-Union, Bitche, Phalsbourg.

### Santé
Professionnels et établissements de santé :
- Médecins à Diemeringen, Montbronn, Soucht, Drulingen.
- Pharmacies à Diemeringen, Montbronn, Soucht, Drulingen.
- Hôpitaux[43].

### Cultes
- Culte protestant, paroisses de Butten, Dehlingen et Ratzwiller[44].
- Culte catholique, communauté de paroisses Clochers du Kirchberg[45], diocèse de Strasbourg.

## Lieux et monuments

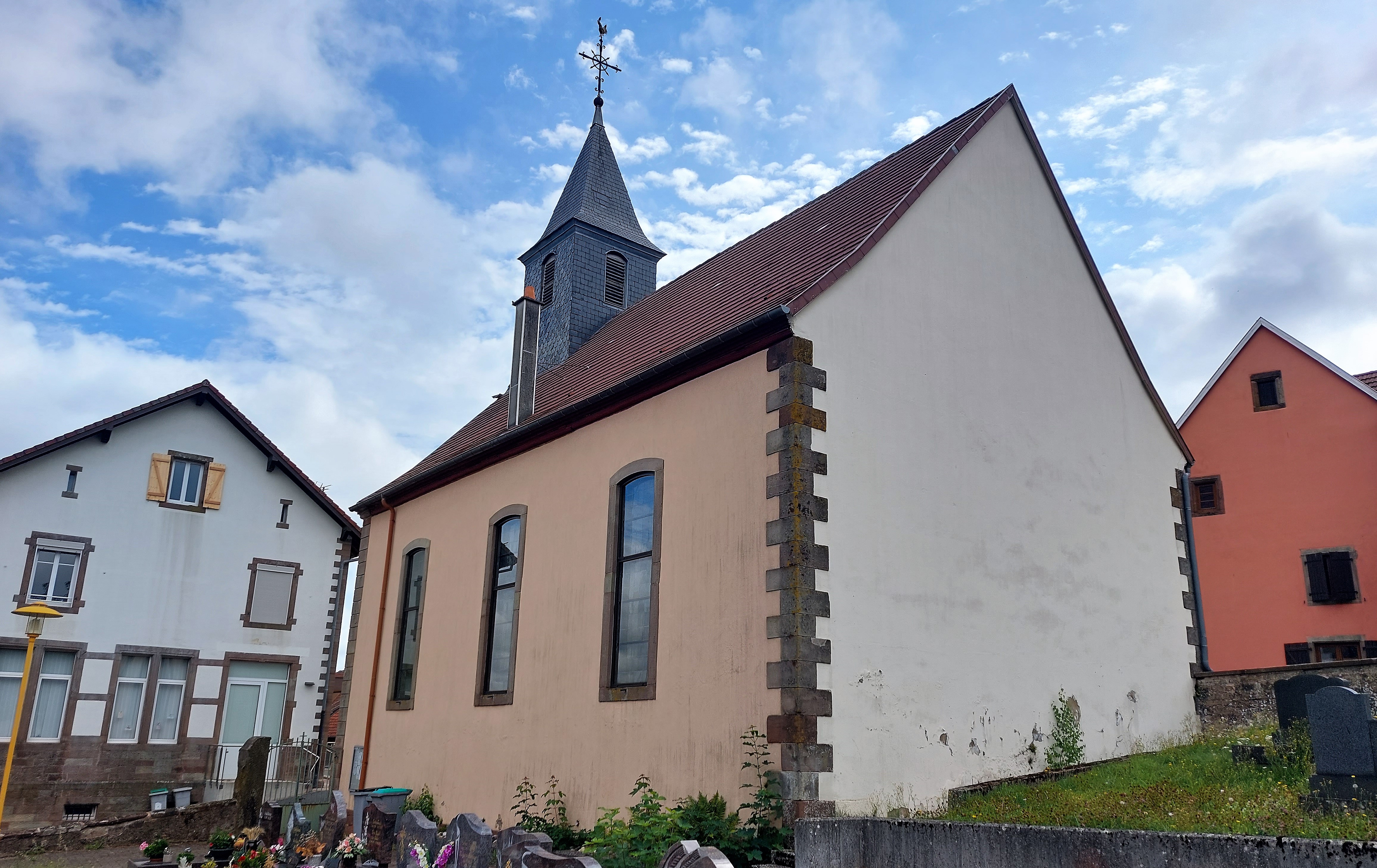
Église protestante dans son environnement.
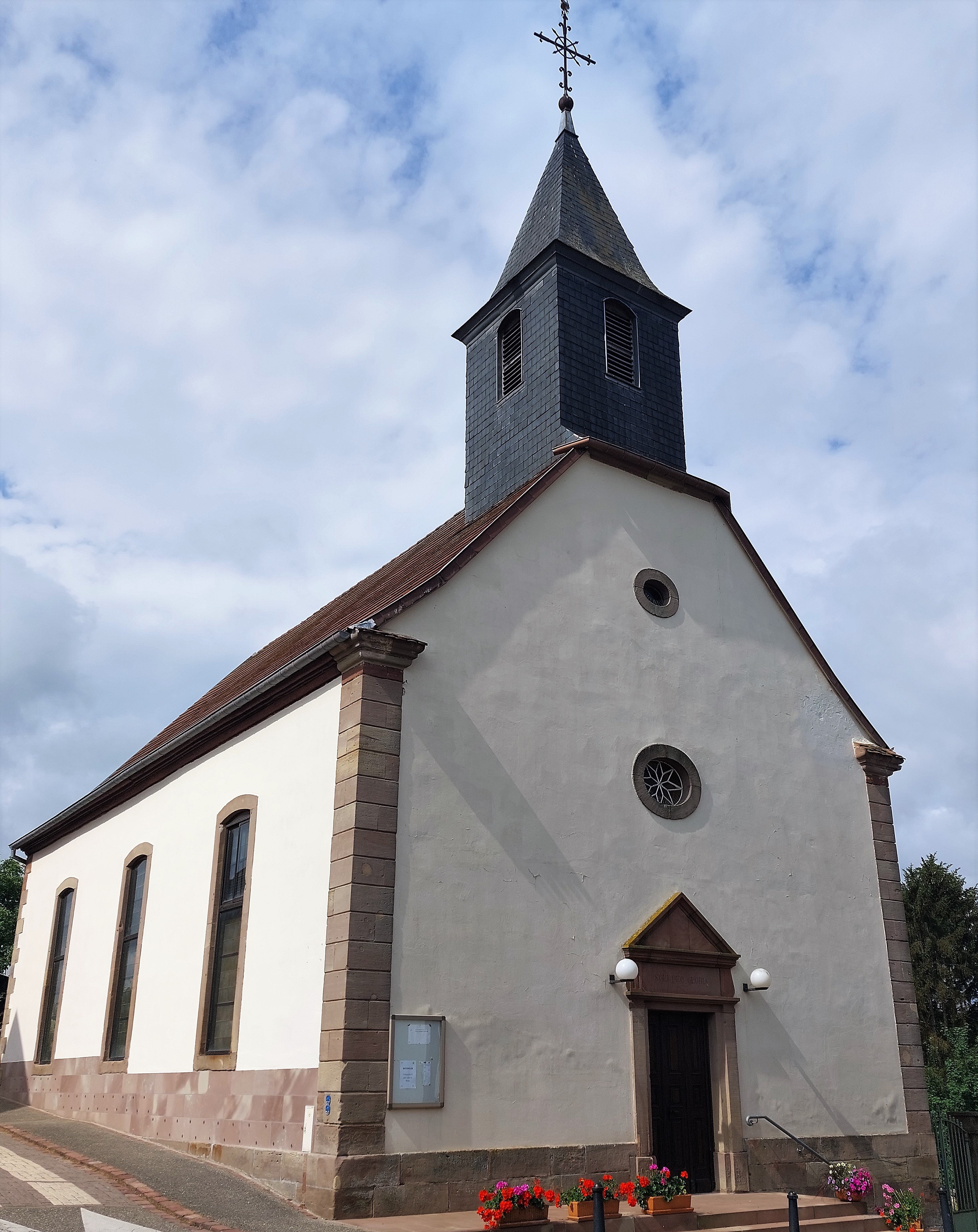
Église protestante.
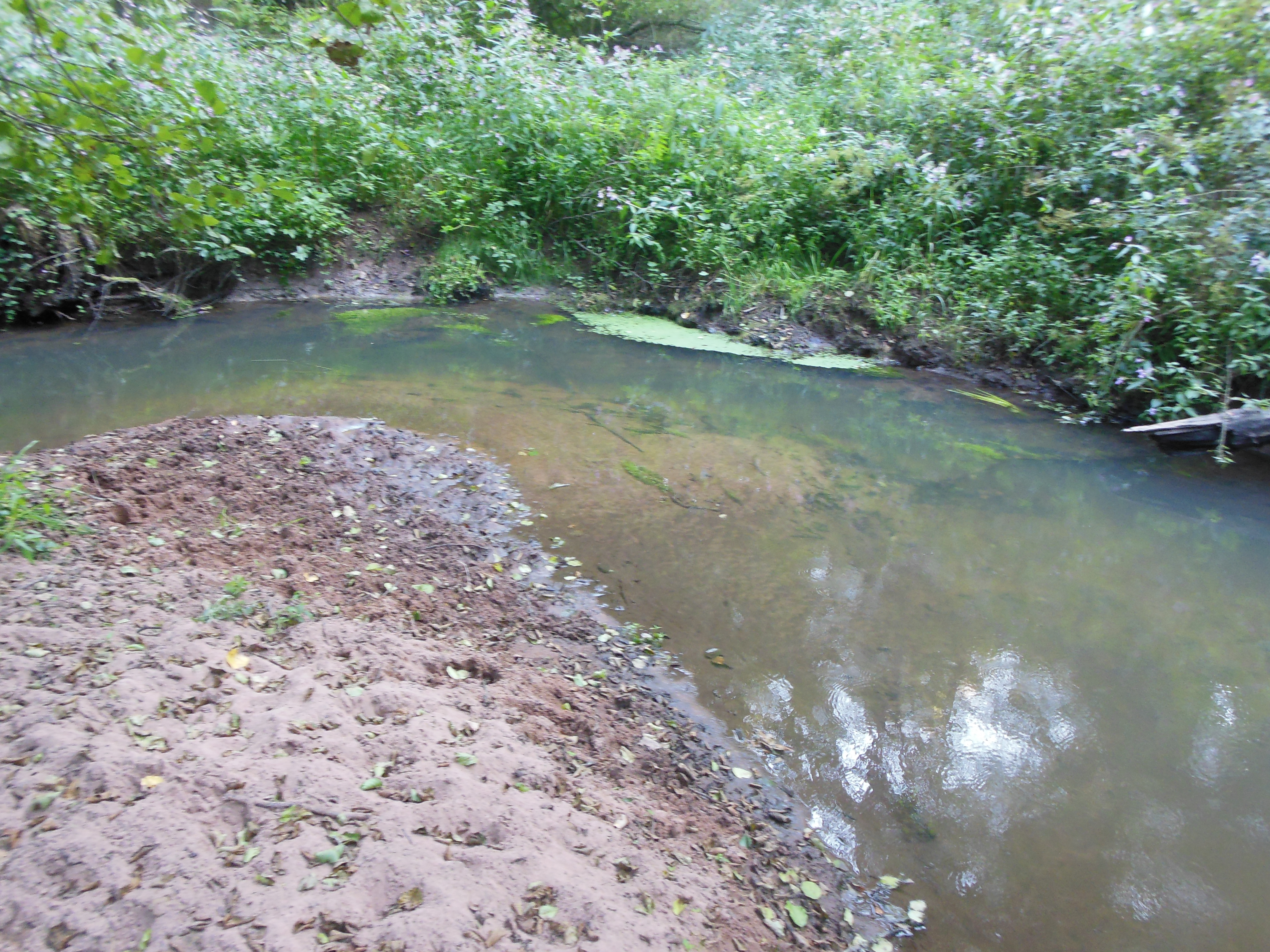
Ruisseau du Spielersbach dans la vallée de Ratzwiller.

- Église de protestants[46].

Le mobilier de l'église de protestants.
- Patrimoine architectural rural recensé par le service régional de l'Inventaire général du patrimoine culturel[48].

Ancien moulin,.
Fermes,,,.
Maisons,.
Puits.
- Monument aux morts ou commémoratif[58]. Conflits commémorés : guerres 1914-1918 - 1939-1945.